# Aulus Gabini Sisenna
Aulus Gabini Sisenna (llatí: Aulus Gabinius Sisenna) va ser un militar romà del segle i aC. Era fill d'Aulus Gabini i de Lòl·lia. Formava part de la gens Gabínia, una antiga família romana d'origen plebeu.
Va acompanyar al seu pare a Síria i va quedar-se en aquesta província amb algunes tropes mentre el seu pare va anar a Egipte amb la missió de restaurar a Ptolemeu XII Auletes. Quan Gai Memmi va excitar al poble contra el seu pare acusant-lo de malversació, va anar a posar-se als peus de Memmi que el va tractar indignament i no va escoltar les seves súpliques. Sisenna era un agnomen, però els autors clàssics no l'utilitzen.